# Estación de Callosa de Segura
Callosa de Segura es una estación de ferrocarril situada en el municipio español homónimo, en la provincia de Alicante, comunidad Valenciana. Forma parte de la línea C-1 de Cercanías Murcia/Alicante. Dispone también de servicios de media distancia.

## Situación ferroviaria
Se encuentra en la línea férrea de ancho ibérico Alicante-El Reguerón, pk 44,5 a 17,71 metros de altitud.
El tramo es de via única y está sin electrificar.

## Historia
La estación fue inaugurada el 11 de mayo de 1884 con la puesta en funcionamiento de la línea Alicante-Alquerías. Las obras corrieron a cargo de la Compañía de los Ferrocarriles Andaluces que de esta forma expandía su red fuera de su principal zona de actuación. La línea enlazaba en Alquerías con MZA lo que permitió unir Alicante con Murcia. En 1941 con la nacionalización del ferrocarril en España la estación pasó a ser gestionada por RENFE.
Desde el 31 de diciembre de 2004 Adif es la titular de las instalaciones ferroviarias. 

## Servicios ferroviarios

### Cercanías
Pertenece a la línea C-1 de Cercanías Murcia/Alicante. La frecuencia de paso es un tren cada 30-60 minutos. Los CIVIS de la línea tienen parada en la estación.

### Media Distancia
Dispone de servicios de media distancia que permiten conexiones con ciudades como Murcia, Cartagena o Valencia.
| Línea MD | Trenes      | Origen/Destino |  | Destino/Origen    |
| -------- | ----------- | -------------- |  | ----------------- |
| 44       | MD Regional | Valencia-Norte |  | Murcia del Carmen |
| 44       | MD          | Valencia-Norte |  | Cartagena         |